# Ботанический сад Падуи
Ботанический сад (итал. Orto Botanico, вен. Orto botànego de Padoa) в Падуе — старейший в мире постоянно действующий ботанический сад. Учреждён в 1545 году решением Венецианского сената с целью выращивания «лечебных трав» для медицинского факультета Падуанского университета. Расположен недалеко от Прато-делла-Валле.
Первоначальный проект организации садовой территории, как считается, разработал венецианский патриций Даниэле Барбаро. Сад с самого начала был обнесён от воров стеной по модели hortus conclusus. Четверо ворот необычной формы, с акротерионами в виде ананасов, были достроены в 1704 году.
Основные здания также приобрели свой нынешний вид в XVII—XVIII веках. В этот период в саду произошли усовершенствования вроде устройства фонтанов, которые питались от колёсного гидрофора, и трёх солнечных часов. Тогда же в Орто-Ботанико появились мраморные статуи Теофраста и Соломона.

Есть в Падве огород, которой надлежит ко академи дохтурской, зделан округлой и изрядным мастерством; имеет в себе устроеных 5 фантан изрядных, ис которых истекают чистые изрядные воды. В том огороде много трав и коренья, которые употребляются в дохтурское дело до лекарств.— П. А. Толстой, 1697
В начале XIX века были обновлены оранжереи и выстроен «ботанический театр» для студентов университета. В ботаническом саду Падуи происходит действие «Дочери Рапачини» — одного из самых известных фантастических рассказов американца Готорна, опубликованного в 1844 году. Британский композитор Воан-Уильямс написал по его мотивам оперу (1936), а нобелевский лауреат Октавио Пас — пьесу (1956).
В настоящее время Орто-Ботанико занимает площадь в 22 тыс. м² и может похвастаться старейшими в Европе экземплярами магнолии и гинкго. В общей сложности его коллекция насчитывает более 6000 видов растений. В 1997 г. Падуанский ботанический сад как «прототип всех ботанических садов» был занесён ЮНЕСКО в число памятников Всемирного наследия.

## Директоры
- Фаллопий, Габриеле
- Кортузо, Джакомо Антонио (1590—1603)
- Альпини, Просперо
- Саккардо, Пьер Андреа